# Obudżi
Obudżi (gruz. ობუჯი) – wieś w Gruzji, w regionie Megrelia-Górna Swanetia, w gminie Calendżicha. W 2014 roku liczyła 706 mieszkańców.

## Urodzeni
- Leo Kiaczeli